# 알티리 너 하셰리
알티리 너 하셰리(아일랜드어: Ailtirí na hAiséirghe [ˈalʲtʲi̞ɾʲiː n̪ˠə ˈhaʃeːɾʲiː])는 아일랜드의 보수주의 정당이다. 1942년 3월 Gearóid Ó Cuinneagáin에 의해 설립된 아일랜드의 소수 파시스트 정당이었다. 이 정당은 전체주의 아일랜드 기독교 조합주의 국가를 형성하려고 했으며 이 정당은 제2차 세계 대전에서 추축국에 동정했다. 1940년대 아일랜드의 주류적 성공을 거두지 못한 아일랜드 통화 개혁 협회(Irish Monetary Reform Association)와 같은 소규모 극우 정당의 물결 중 하나였다.